# Lilla Jaroń
Lilla Urszula Jaroń (ur. 22 stycznia 1963 w Oleśnicy) – polska urzędniczka samorządowa, nauczycielka, w latach 2009–2012 podsekretarz stanu w Ministerstwie Edukacji Narodowej.

## Życiorys
Ukończyła studia na Akademii Ekonomicznej we Wrocławiu, następnie odbyła studia podyplomowe z zakresu zarządzania oświatą. Od 1992 pracowała jako nauczyciel przedmiotów ekonomicznych we wrocławskich Lotniczych Zakładach Naukowych, pod koniec lat 90. była wizytatorem w kuratorium oświaty. W 2002 objęła stanowisko dyrektora wydziału edukacji w administracji miejskiej Wrocławia.
W wyborach w 2006 z listy Platformy Obywatelskiej uzyskała mandat radnej powiatu wrocławskiego. W czerwcu 2009 przeszła do pracy w urzędzie marszałkowskim jako sekretarz województwa dolnośląskiego. 27 sierpnia tego samego roku została powołana na urząd podsekretarza stanu w Ministerstwie Edukacji Narodowej. 17 stycznia 2012 została odwołana z tego stanowiska. W lutym 2014 ponownie objęła stanowisko sekretarza województwa. W marcu 2015 przeszła na funkcję wicedyrektora Dolnośląskiego Wojewódzkiego Urzędu Pracy. W wyborach w 2018 z listy Koalicji Obywatelskiej bez powodzenia kandydowała do sejmiku województwa.
Działa w Towarzystwie Miłośników Wrocławia i Towarzystwie Przyjaciół Dzieci.